# Imran Chaudhri

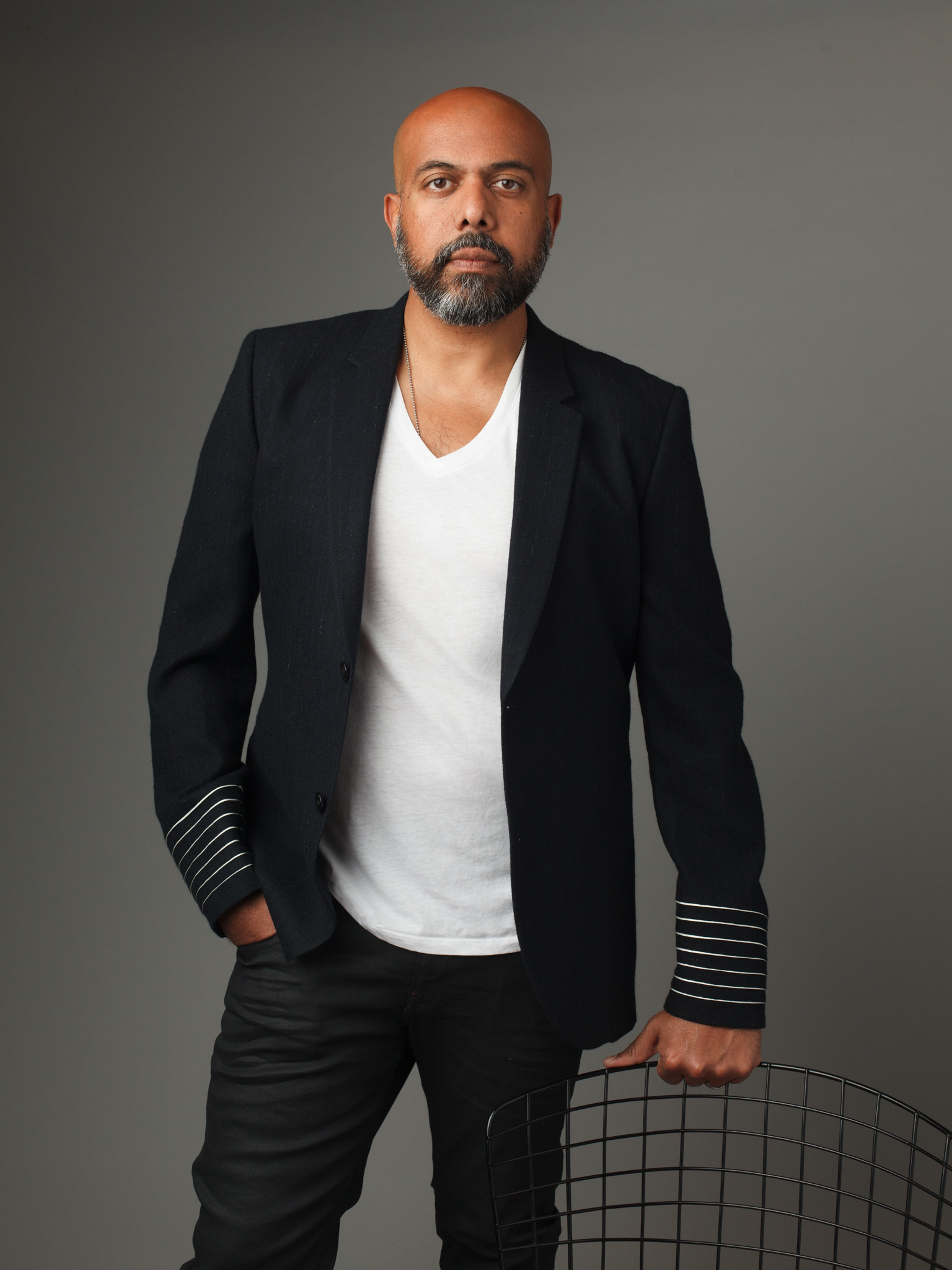
Imran Chaudhri (2017)

Imran Chaudhri (geboren 1973) ist ein britisch-amerikanischer Designer und Erfinder, der Benutzeroberflächen und Interaktionsdesigns für das iPhone entworfen hat. Während seiner Zeit bei Apple zwischen 1995 und 2017, war er als Designer für Produkte wie den Mac, den iPod, das iPhone, das iPad, den Apple TV, die Apple Watch, die AirPods, und den HomePod tätig.

## Karriere
Nachdem Imran Chaudhri 1995 als Praktikant bei Apple angefangen hatte, verbrachte er 19 Jahre im Human-Interface-Team und wurde später zum Design Director des Teams ernannt. Er und sein Designkollege Bas Ording lernten sich Ende der 1990er Jahre bei Apple kennen und kurz darauf schloss sich Chaudhri Ording als Mitglied des Human-Interface-Teams an.
Als Leiter des Human-Interface-Teams von Apple veränderten sie das Erscheinungsbild des Mac Betriebssystems, welches unter anderem pulsierendes Buttons, animierte Fortschrittsbalken und ein glänzenderes, transparenteres Gesamtaussehen beinhaltet. Sie arbeiteten jahrelang an der Entwicklung einer neuen Benutzeroberfläche, die vollständig auf Berührungen und Funktionen, wie dem Ersetzen von Zoomtasten durch Auf- und Zuziehen und der Möglichkeit, durch Streichen über den Bildschirm zu scrollen, basieren.
Imran Chaudhri ist Miterfinder eines wesentlichen Touchscreen-Patents, das funktionelle Aspekte von Multitouch-Bildschirmen wie dem iPhone und iPad abdeckt. Chaudhri war einer von sechs Mitgliedern des ursprünglichen iPhone-Designteams, welches die Benutzeroberfläche des ersten iPhones geschaffen hat. Zuvor leitete er das Design für das Dashboard auf dem Mac, eine Widget-Oberfläche, die in einigen Teilen auf das iPhone migriert wurde. Chaudhri entwickelte ein Raster aus quadratischen App-Icons zur Organisation der iPhone-Funktionen, welches als Sprungbrett fungierte. Das geradlinige Design der Apps des iPhones stammt von Chaudhri. Er ist auch als der Erfinder des Wackeleffekts während des Rekonfigurationsmodus der Benutzeroberfläche bekannt.  Zudem arbeitete er zusammen mit dem Designer Freddy Anzures an der Entsperrfunktion,  entwarf die „Nicht stören“ Funktion und trug dazu bei, Steve Jobs davon zu überzeugen, dass das iPhone nur noch eine Taste haben sollte.
Sein Patent der grafischen Benutzeroberfläche für einen Bildschirm, welches auf dem App-Layout des iPhones erscheint, war eines der drei Patente, die im Mittelpunkt eines Rechtsstreites zwischen Apple und Samsung standen. Es sollte bestimmt werden, wie viel Samsung Apple für die Verletzung von drei Design-Patenten zahlen sollte, die frühere Versionen des iPhones abdeckten. 2016 wurde Samsung dazu verurteilt, 399 Millionen Dollar Strafe an Apple zu zahlen. Imran Chaudhri wird neben Steve Jobs in einem wesentlichen iPod-Patent als Erfinder aufgeführt.  Viele seiner Patente wurden als Teil der Ausstellung im Jahre 2012 der Smithsonian Institution aufgeführt: The Patents and Trademarks of Steve Jobs: Technology that Changed the World.
Anfang 2017 verließ Chaudhri Apple, um sein eigenes Unternehmen Hu.ma.ne zu gründen, welches er zusammen mit seiner Ehefrau Bethany Bongiorno, die er bei den Arbeiten am iPad kennenlernte, führt.
Das Unternehmen setzt künstliche Intelligenz, maschinelles Lernen und Computer-Visions-Technologien ein, um die Beziehung zwischen Mensch und Gerät zu verbessern.